# بیسموت ساب‌سیترات
بیسموت ساب‌سیترات پتاسیم (به انگلیسی: Bismuth subcitrate potassium) یک نمکِ بیسموت است که در ترکیب با آنتی‌بیوتیک‌ها و مهار کننده پمپ پروتون برای درمان عفونت‌های هلیکوباکتر پیلوری استفاده می‌شود.
ترکیبی از دوز ثابت این ماده با آنتی‌بیوتیک‌های مترونیدازول و تتراسایکلین با نام تجاری Pylera به فروش می‌رسد.